# 23 de fevereiro
23 de fevereiro é o 54.º dia do ano no calendário gregoriano. Faltam 311 dias para acabar o ano (312 em anos bissextos).

## Eventos históricos

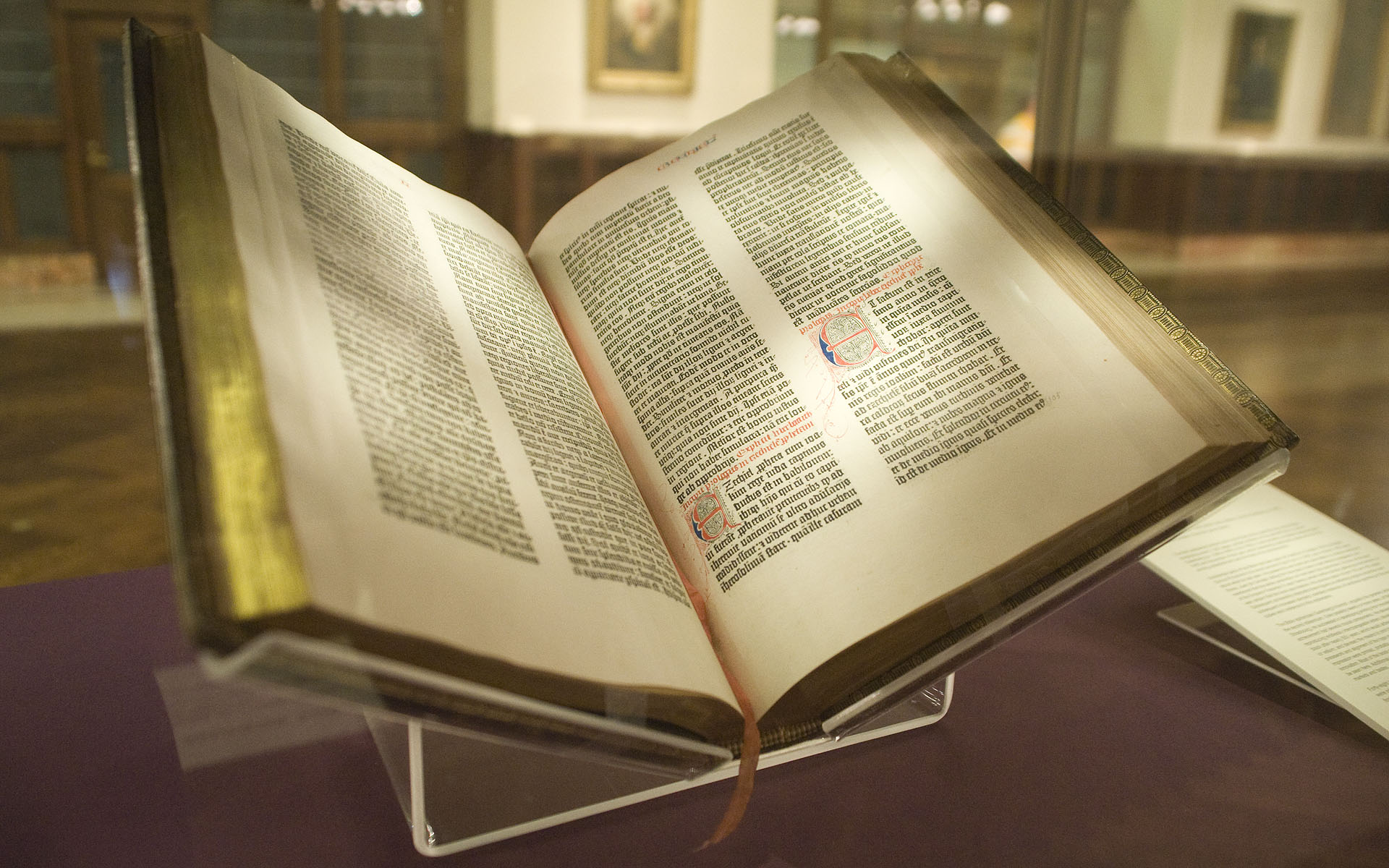
1455: Publicação da Bíblia de Gutenberg

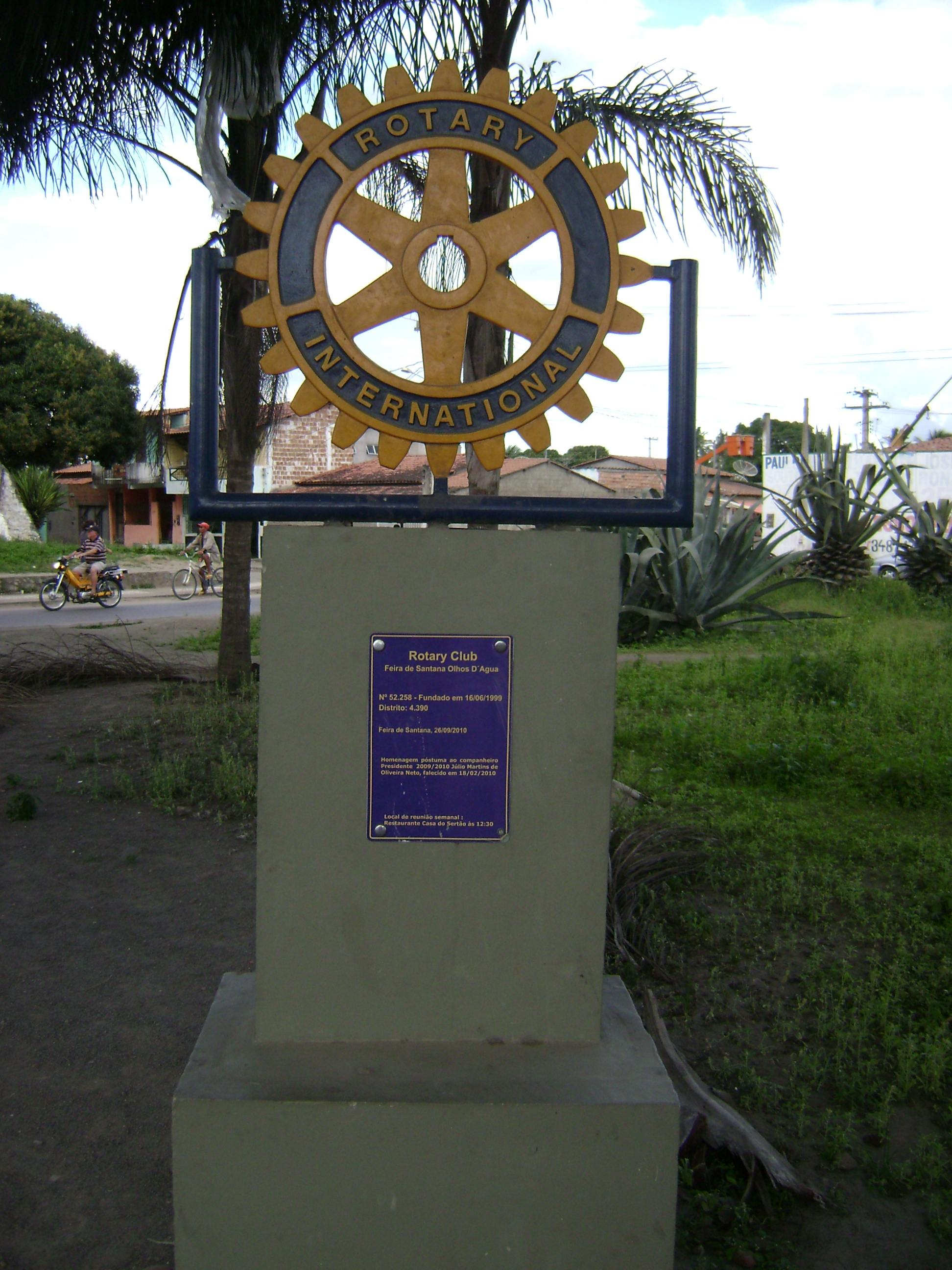
1905: Fundação do Rotary International

- 0303 — Imperador romano Diocleciano ordena a destruição da igreja cristã em Nicomédia, dando início ao período conhecido como a Grande Perseguição.
- 0532 — Imperador bizantino Justiniano ordena a construção de uma nova basílica cristã ortodoxa em Constantinopla - a Agia Sophia, que significa "Sagrada Sabedoria" (de Deus).
- 0628 — Cosroes II, último xá da dinastia sassânida do Irã, é destronado.
- 0705 — A imperatriz Wu Zetian abdica do trono, restaurando a dinastia Tang.[1]
- 1455 — Data tradicional da publicação da Bíblia de Gutenberg, o primeiro livro ocidental impresso com tipo móvel.
- 1778 — Guerra Revolucionária Americana: O oficial do exército da Prússia (localizada na atual Alemanha), Friedrich Wilhelm von Steuben, chega a Valley Forge, no estado estadunidense da Pensilvânia, para ajudar a treinar os revolucionários estadunidenses contra as tropas da metrópole britânica.
- 1820 — Conspiração da Rua Cato: Uma conspiração para assassinar todos os ministros britânicos é exposta e os conspiradores presos.
- 1836 — Revolução do Texas: começa o Cerco do Álamo (prelúdio da Batalha do Álamo) em San Antonio, Texas.
- 1847 — Guerra Mexicano-Americana: Batalha de Buena Vista: no México, tropas estadunidenses sob o comando do então general Zachary Taylor derrotam o general e então ex-presidente mexicano Antonio López de Santa Anna.
- 1854 — Declarada a independência oficial do Estado Livre de Orange, na atual África do Sul.
- 1870 — Era da Reconstrução nos Estados Unidos: o controle militar do Mississípi após a Guerra Civil dos Estados Unidos termina e o estado é readmitido na União.
- 1875 — Asteroide 143 Adria é descoberto pelo astrônomo tcheco Johann Palisa.
- 1885 — Guerra Sino-Francesa: o exército francês obtém uma importante vitória na Batalha de Đồng Đăng na região de Tonkin, no Vietnã.[2]
- 1886 — Charles Martin Hall produz as primeiras amostras de alumínio a partir da eletrólise do óxido de alumínio, após vários anos de trabalho intensivo. Foi auxiliado neste projeto por sua irmã mais velha, Julia Brainerd Hall.
- 1887 — A Riviera Francesa é atingida por um grande sismo, com uma magnitude de momento estimada de 6,8–6,9, matando cerca de 600–3 000 pessoas.[3]
- 1901 — Criação em São Paulo, Brasil, do Instituto Butantan, o maior produtor de imunobiológicos e biofarmacêuticos da América Latina.
- 1903 — Cuba arrenda aos Estados Unidos, de forma perpétua, a Baía de Guantánamo.
- 1904 — Estados Unidos obtêm o controle do Canal do Panamá por 10 milhões de dólares.
- 1905 — Advogado de Chicago, Paul Percy Harris, e outros três empresários se reúnem para formar o Rotary International, o primeiro clube de serviço do mundo.
- 1917 — Primeiras manifestações em São Petersburgo, na Rússia. O início da Revolução de Fevereiro.
- 1919 — Fundado o jornal A Batalha, em Portugal.
- 1927 — Físico teórico alemão Werner Heisenberg escreve uma carta ao colega físico Wolfgang Pauli, na qual descreve o princípio da incerteza pela primeira vez.
- 1934 — Leopoldo III torna-se rei da Bélgica.
- 1941 — Plutônio é produzido pela primeira vez e isolado por Glenn T. Seaborg.
- 1942 — Segunda Guerra Mundial: submarinos japoneses disparam projéteis de artilharia no litoral perto de Santa Bárbara, Estados Unidos.[4]
- 1944 — União Soviética começa a deportação do povo checheno e inguche do Cáucaso do Norte para a Ásia Central.
- 1945
  - Segunda Guerra Mundial: durante a Batalha de Iwo Jima, um grupo de fuzileiros navais dos Estados Unidos e um corpo de pessoal do hospital da Marinha atingem o topo do Monte Suribachi na ilha e são fotografados levantando a bandeira estadunidense.
  - Segunda Guerra Mundial: a capital das Filipinas, Manila, é libertada por forças filipinas e estadunidenses combinadas.
  - Segunda Guerra Mundial: a cidade alemã de Pforzheim é aniquilada em um ataque de 379 bombardeiros britânicos.
  - Segunda Guerra Mundial: capitulação da guarnição alemã em Poznań. A cidade é libertada pelas forças soviéticas e polonesas.
- 1947 — Fundação da Organização Internacional de Normalização.
- 1954 — A primeira inoculação em massa de crianças contra a poliomielite com a vacina Salk começa em Pittsburgh.
- 1958 — O pentacampeão argentino de Fórmula 1, Juan Manuel Fangio, é sequestrado por rebeldes envolvidos na Revolução Cubana, às vésperas do Grande Prêmio de Cuba. Foi liberado no dia seguinte após a corrida.
- 1963 — Os primeiros imigrantes coreanos chegam ao Brasil.
- 1966 — Na Síria, o membro do Partido Ba'ath Salah Jadid lidera um golpe militar intrapartidário que substitui o governo anterior do general Amin al-Hafiz, também baathista.
- 1974 — Guerra Fria: O grupo terrorista estadunidense de orientação marxista Exército Simbionês de Libertação exige 4 milhões de dólares a mais para libertar a vítima de sequestro Patty Hearst.
- 1980 — Crise dos reféns no Irã: o líder supremo aiatolá Ruhollah Khomeini afirma que o parlamento do Irã decidirá o destino dos reféns da embaixada americana.
- 1981 — Na Espanha, Antonio Tejero tenta um golpe de Estado ao capturar o Congresso dos Deputados espanhol.
- 1987 — Supernova 1987A é vista na Grande Nuvem de Magalhães.
- 1988 — Saddam Hussein dá início ao genocídio de Anfal contra curdos e assírios no norte do Iraque.
- 1999 — O líder rebelde curdo Abdullah Öcalan é acusado de traição em Ancara, Turquia.
- 2017 — Exército Livre da Síria, apoiado pelos turcos, captura Al-Bab do Estado Islâmico.
- 2019 — Voo Atlas Air 3591, um Boeing 767 cargueiro, cai em Trinity Bay perto de Anahuac, Estados Unidos, matando todas as três pessoas a bordo.

## Nascimentos

Bezerra da Silva

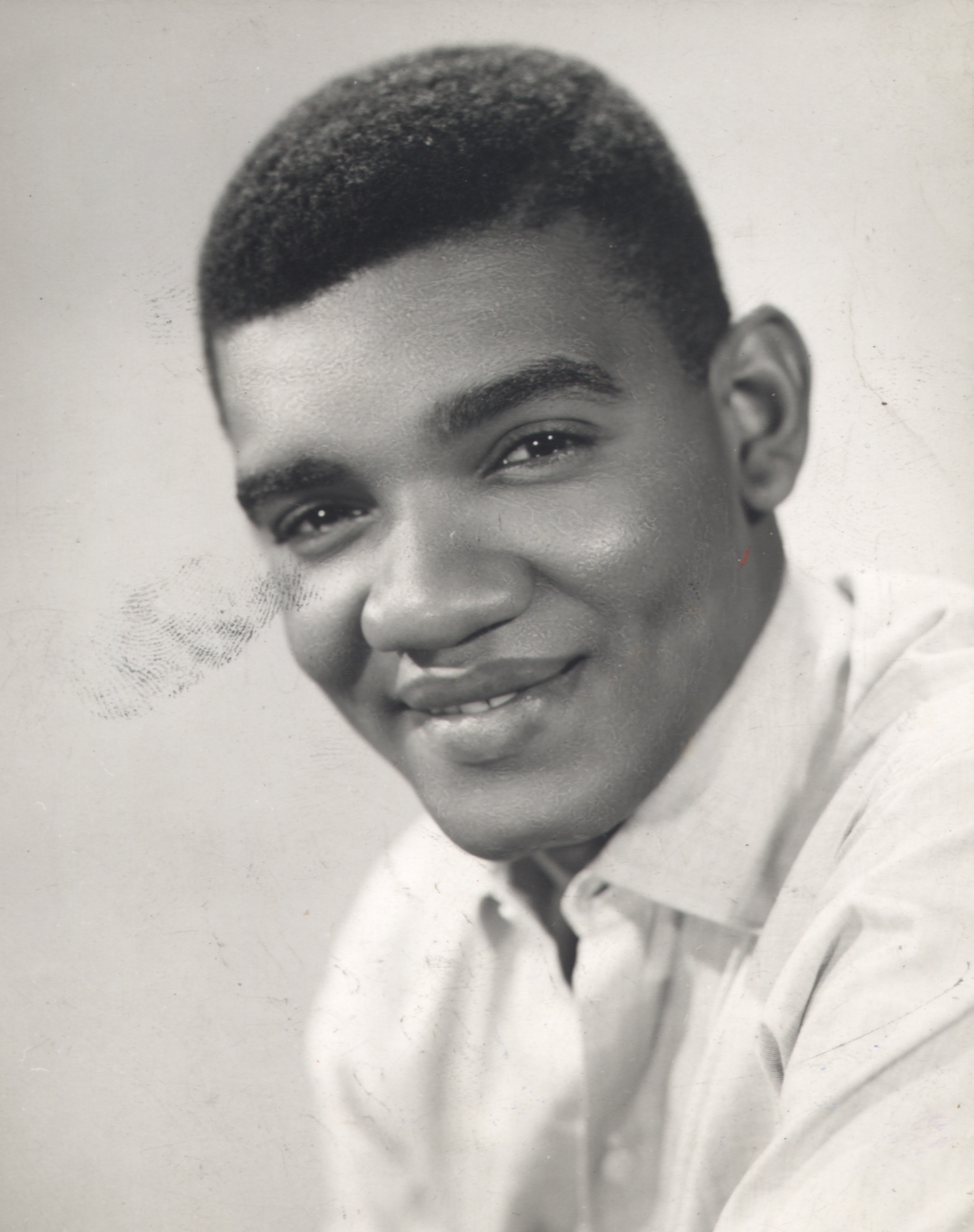
Wilson Simonal

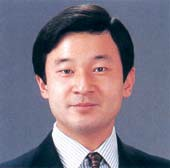
Naruhito

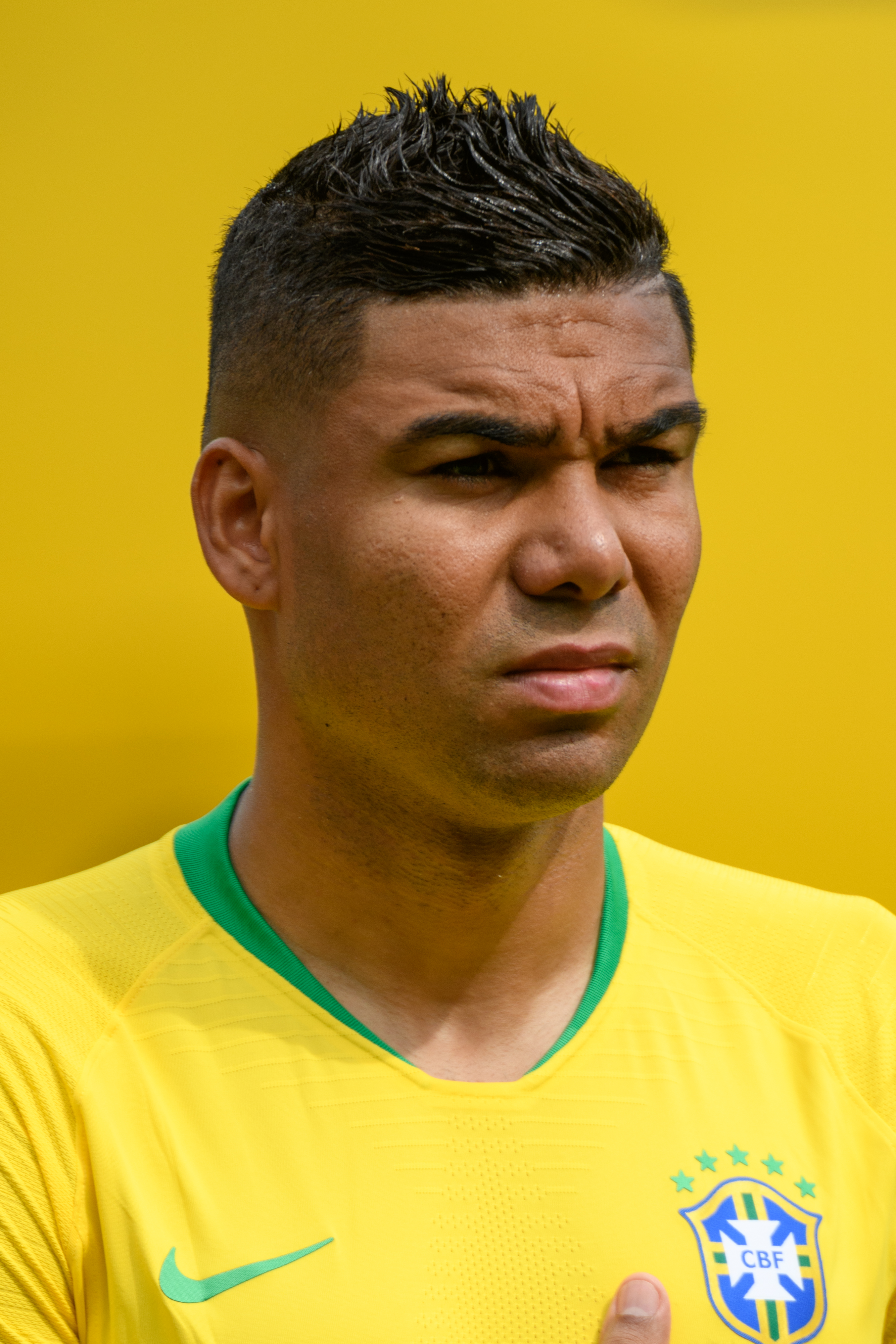
Casemiro

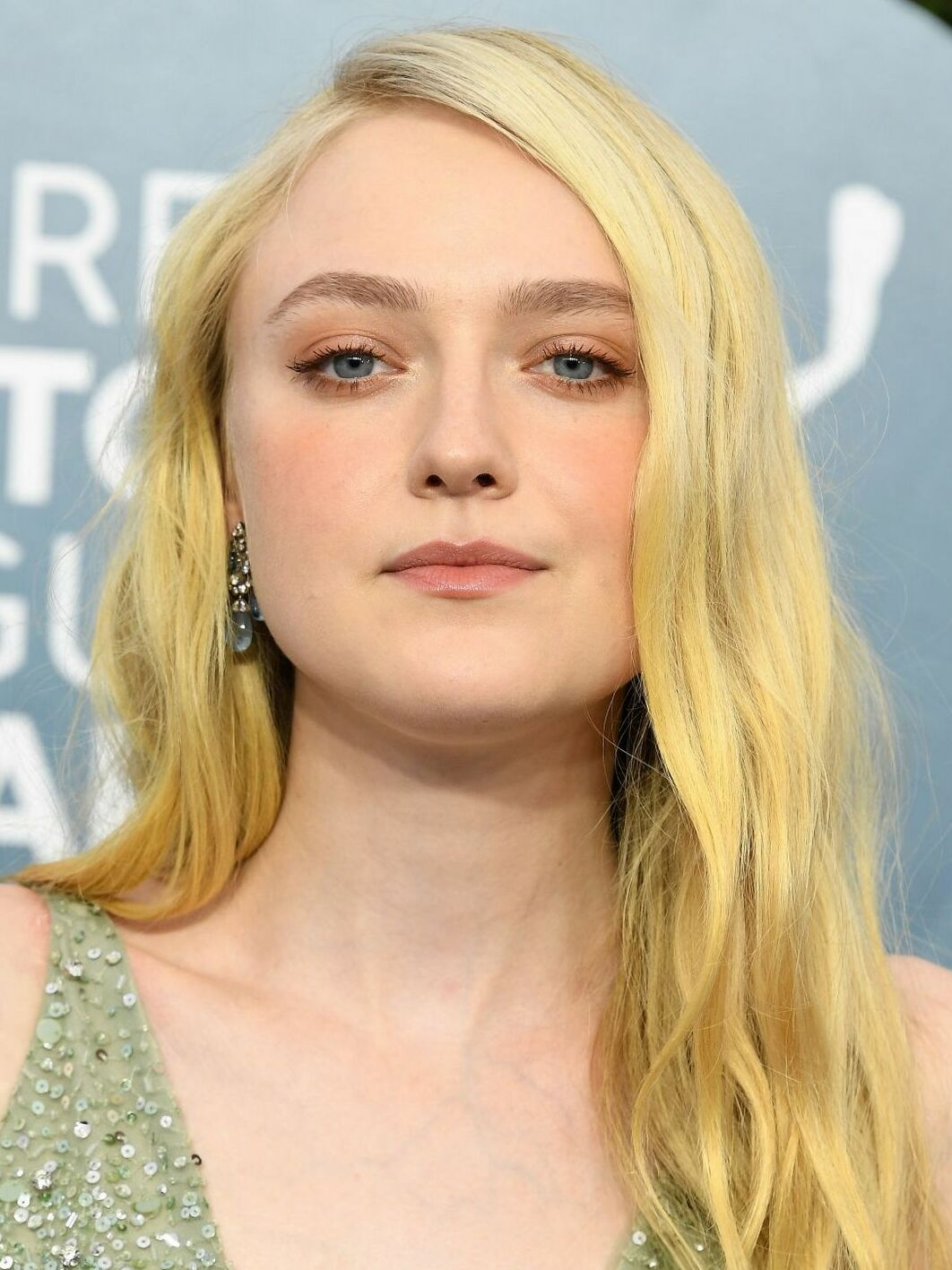
Dakota Fanning

### Anteriores ao século XIX
- 1187 — Pedro de Portugal, conde de Urgel (m. 1258).
- 1417
  - Luís IX da Baviera (m. 1479).
  - Papa Paulo II (m. 1471).
- 1443 — Matias I da Hungria (m. 1490).
- 1583 — Jean-Baptiste Morin, matemático, astrólogo e astrônomo francês (m. 1656).
- 1633 — Samuel Pepys, diarista e político inglês (m. 1703).
- 1646 — Tokugawa Tsunayoshi, xogum japonês (m. 1709).
- 1680 — Jean-Baptiste Le Moyne de Bienville, político canadense (m. 1767).
- 1685 — Georg Friedrich Händel, organista e compositor teuto-britânico (m. 1759).
- 1723 — Richard Price, ministro e filósofo britânico (m. 1791).
- 1744 — Mayer Amschel Rothschild, banqueiro e empresário alemão (m. 1812).
- 1792 — José Joaquín de Herrera, político e general mexicano (m. 1854).
- 1800 — William Jardine, naturalista britânico (m. 1843).

### Século XIX
- 1803 — Alexandrina da Prússia (m. 1892).
- 1815 — Franz Antoine, jardineiro austríaco (m. 1886).
- 1831 — Hendrik Willem Mesdag, pintor neerlandês (m. 1915).
- 1840 — Carl Menger, economista austríaco (m. 1921).
- 1842 — Karl Robert Eduard von Hartmann, filósofo e escritor alemão (m. 1906).
- 1845 — Afonso Pedro, príncipe imperial do Brasil (m. 1847).
- 1850 — César Ritz, empresário suíço (m. 1918).
- 1863 — Franz von Stuck, pintor, gravurista, arquiteto e escultor alemão (m. 1928).
- 1866 — Antônio, Duque de Galliera (m. 1930).
- 1868 — W. E. B. Du Bois, sociólogo, historiador e ativista americano (m. 1963).
- 1874 — Konstantin Päts, advogado e político estoniano (m. 1956).
- 1878 — Kazimir Malevich, pintor e teórico ucraniano (m. 1935).
- 1883 — Karl Jaspers, psiquiatra e filósofo suíço-alemão (m. 1969).
- 1889
  - Musidora, atriz e diretora francesa (m. 1957).
  - Victor Fleming, diretor, cinematógrafo e produtor norte-americano (m. 1949).
- 1891 — Evgeni Pachukanis, jurista soviético (m. 1937).
- 1899
  - Erich Kästner, escritor e poeta alemão (m. 1974).
  - Norman Taurog, diretor de cinema e roteirista norte-americano (m. 1981).

### Século XX

#### 1901–1950
- 1901 — Ivar Lo-Johansson, escritor sueco (m. 1990).
- 1902 — André Tassin, futebolista francês (m. 1986).
- 1903 — Julius Fučík, jornalista checoslovaco (m. 1943).
- 1904
  - William L. Shirer, jornalista e historiador americano (m. 1993).
  - Leopold Trepper, espião soviético (m. 1982).
  - Terence Fisher, diretor de cinema e roteirista britânico (m. 1980).
- 1907 — Roberto Cherro, futebolista argentino (m. 1965).
- 1912 — Ernst Künz, futebolista austríaco (m. 1944).
- 1914
  - Isaak Pattiwael, futebolista indonésio (m. 1987).
  - Theo Middelkamp, ciclista neerlandês (m. 2005).
- 1915
  - Jon Hall, ator e diretor norte-americano (m. 1979).
  - Paul Tibbets, general e aviador norte-americano (m. 2007).
- 1920 — Benyoucef Benkhedda, político argelino (m. 2003).
- 1922 — Anneli Cahn Lax, matemática polonesa-americana (m. 1999).
- 1923
  - Ioánnis Grívas, juiz e político grego (m. 2016).
  - Rafael Addiego Bruno, jurista e político uruguaio (m. 2014).
  - Robert Neelly Bellah, sociólogo norte-americano (m. 2013).
  - Dante Lavelli, jogador de futebol americano estadunidense (m. 2009).
- 1924
  - Allan Cormack, físico e acadêmico sul-africano-americano, ganhador do Prêmio Nobel (m. 1998).
  - Claude Sautet, cineasta e cenarista francês (m. 2000).
- 1927
  - Régine Crespin, soprano e atriz francesa (m. 2007).
  - Bezerra da Silva, cantor e compositor brasileiro (m. 2005).
  - Mirtha Legrand, atriz argentina.
- 1928
  - Vasili Lazarev, coronel, médico e astronauta russo (m. 1990).
  - Gilberto Mestrinho, político brasileiro (m. 2009).
  - Hans Herrmann, ex-automobilista alemão.
- 1929
  - Aleixo II de Moscou, patriarca ortodoxo russo (m. 2008).
  - Elston Howard, jogador e treinador de beisebol americano (m. 1980).
- 1931
  - Tom Wesselmann, escultor e pintor norte-americano (m. 2004).
  - Gustav-Adolf Schur, ex-ciclista alemão.
- 1932 — Majel Barrett-Roddenberry, atriz e produtora americana (m. 2008).
- 1934 — Linda Cristal, atriz argentina (m. 2020).
- 1936 — Federico Luppi, ator argentino (m. 2017).
- 1938
  - Diane Varsi, atriz norte-americana (m. 1992).
  - Paul Morrissey, diretor, produtor e roteirista americano (m. 2024).
  - Wilson Simonal, cantor brasileiro (m. 2000).
- 1939 — José Ortiz Cetale, futebolista brasileiro (m. 2013).
- 1940 — Peter Fonda, ator, diretor, produtor e roteirista norte-americano (m. 2019).
- 1942
  - Fernanda Seno, poetisa, escritora e jornalista portuguesa (m. 1996).
  - Dioncounda Traoré, político malinês.
- 1943 — Fred Biletnikoff, ex-jogador e treinador de futebol americano estadunidense.
- 1944
  - Bernard Cornwell, escritor e educador britânico.
  - Oleg Yankovsky, ator russo (m. 2009).
  - Johnny Winter, cantor, compositor, guitarrista e produtor norte-americano (m. 2014).
- 1946
  - Anatoliy Banishevskiy, futebolista e treinador de futebol azeri (m. 1997).
  - Rusty Young, cantor, compositor e guitarrista norte-americano (m. 2021).
  - Alberto Colombo, automobilista italiano (m. 2024).
- 1947 — Pia Kjærsgaard, política dinamarquesa.
- 1948
  - Trevor Cherry, futebolista britânico (m. 2020).
  - Steve Priest, cantor, compositor e baixista britânico (m. 2020).
  - José de Anchieta, diretor e cenógrafo brasileiro (m. 2019).
- 1949
  - César Aira, escritor e tradutor argentino.
  - Marc Garneau, engenheiro, astronauta e político canadense.
  - Bruno Saby, ex-automobilista francês.
- 1950
  - Rebecca Goldstein, filósofa e escritora americana.
  - Jean-Herbert Austin, ex-futebolista haitiano.

#### 1951–2000
- 1951
  - Eddie Dibbs, ex-tenista norte-americano.
  - Debbie Friedman, cantora e compositora de melodias judaicas americana (m. 2011).
- 1952
  - Brad Whitford, guitarrista norte-americano.
  - Miyuki Nakajima, guitarrista, cantora, compositora e letrista japonesa.
  - Károly Csapó, ex-futebolista húngaro.
- 1953
  - Satoru Nakajima, ex-automobilista japonês.
  - Antônio Pompêo, ator e artista plástico brasileiro (m. 2016).
- 1954 — Viktor Yushchenko, capitão e político ucraniano.
- 1956
  - Aldo Rebelo, político brasileiro.
  - Donna Butterworth, atriz e cantora norte-americana (m. 2018).
  - Rosaly Papadopol, atriz brasileira (m. 2020).
- 1957
  - Daniel Martínez Villamil, engenheiro industrial e político uruguaio.
  - Viktor Markin, ex-velocista russo.
  - Álvaro Neto, advogado e político brasileiro.
- 1958 — David Sylvian, cantor e compositor britânico.
- 1959 — Clayton Anderson, engenheiro e astronauta americano.
- 1960
  - Naruhito, imperador do Japão.
  - Gloria de Thurn e Taxis, princesa e socialite alemã.
- 1962
  - Pedro Monzón, ex-futebolista argentino.
  - Ivo Knoflíček, ex-futebolista tcheco.
  - Ahn Byeong-keun, ex-judoca sul-coreano.
  - Olivier Ducastel, cineasta e roteirista francês.
- 1963
  - Bobby Bonilla, ex-jogador de beisebol americano.
  - Andrea Sawatzki, atriz alemã;
  - Mazureik, ex-jogador de futsal brasileiro.
  - Marco Antônio Costa, dublador brasileiro.
- 1964 — John Norum, guitarrista e compositor norueguês.
- 1965
  - Michael Dell, empresário americano.
  - Helena Suková, ex-tenista tcheco-monegasca.
  - Kristin Davis, atriz norte-americana.
  - Sérgio Tréfaut, cineasta brasileiro.
- 1966
  - Alexandre Borges, ator brasileiro.
  - Eduardo Smith, ex-futebolista equatoriano.
- 1967
  - Nonato, ex-futebolista brasileiro.
  - Alan Gilbert, maestro e violinista norte-americano.
- 1968 — Juan Carlos Bazalar, ex-futebolista e treinador de futebol peruano.
- 1970
  - Niecy Nash, atriz e produtora americana.
  - Lauriete, cantora e política brasileira.
  - Marie-Josée Croze, atriz canadense.
- 1971
  - Joe-Max Moore, ex-futebolista norte-americano.
  - Noel Bailie, ex-futebolista britânico.
  - Risto Kallaste, ex-futebolista e treinador de futebol estoniano.
- 1972
  - Christiano Cochrane, ator brasileiro.
  - Michael Ausiello, jornalista, autor e ator americano.
- 1973
  - Angus Eve, ex-futebolista trinitário.
  - Wellington Muniz, humorista brasileiro.
  - Daniel Jobim, cantor, compositor e músico brasileiro.
- 1974
  - Hassen Gabsi, ex-futebolista tunisiano.
  - Rui Unas, ator e apresentador de televisão português.
  - Stéphane Bernadis, ex-patinador artístico francês.
- 1975
  - Álvaro Morte, ator espanhol.
  - Robert Lopez, compositor e músico norte-americano.
  - Fabiana Anastácio, cantora brasileira (m. 2020).
  - Bohdan Ulihrach, ex-tenista tcheco.
- 1976
  - Dorinaldo Malafaia, enfermeiro e político brasileiro.
  - Katia Guerreiro, cantora portuguesa.
  - Kelly Macdonald, atriz britânica.
- 1977
  - Kristina Šmigun-Vähi, esquiadora estoniana.
  - Dally Randriantefy, ex-tenista malgaxe.
- 1978
  - Mehdi Hafsi, ex-jogador de basquete franco-tunisiano.
  - Amanda Ferrari, cantora e compositora brasileira.
  - Residente, cantor e compositor porto-riquenho-americano.
- 1979
  - Sascha Zacharias, atriz sueca.
  - Erika Ervin, modelo e atriz americana.
- 1981
  - Gareth Barry, futebolista britânico.
  - Josh Gad, ator, produtor e roteirista americano.
  - Jeffrey Leiwakabessy, ex-futebolista neerlandês.
  - Steven Goldstein, automobilista colombiano.
- 1982
  - Adam Hann-Byrd, ator e roteirista americano.
  - Edwin Retamoso, ex-futebolista peruano.
- 1983
  - Aziz Ansari, comediante, ator, produtor e roteirista americano.
  - Emily Blunt, atriz britânica.
  - Jonathan Haagensen, ator brasileiro.
  - Iva Lamarão, modelo e apresentadora de televisão portuguesa.
  - Moreno Aoas Vidal, ex-futebolista brasileiro.
  - Mido, ex-futebolista e treinador de futebol egípcio.
- 1984
  - Raúl Fabiani, ex-futebolista guinéu-equatoriano.
  - Goizeder Azúa, modelo venezuelana.
  - Cédric Makiadi, ex-futebolista congolês.
- 1985
  - Hendry Thomas, ex-futebolista hondurenho.
  - Felizarda Jorge, basquetebolista angolana.
  - Konstantin Kravchuk, tenista russo.
  - Ahmed Mubarak, futebolista omani.
- 1986
  - Skylar Grey, cantora e compositora americana.
  - Ola Svensson, cantor e compositor sueco.
  - Bertrand Baguette, automobilista belga.
  - Emerson da Conceição, ex-futebolista brasileiro.
  - Sergey Ostapenko, ex-futebolista cazaque.
- 1987
  - Ab-Soul, rapper americano.
  - Theophilus London, cantor, compositor e produtor trinitário-americano.
  - Vitalij Denisov, futebolista uzbeque.
- 1988
  - Nicolás Gaitán, futebolista argentino.
  - Gabriel Mvumvure, velocista zimbabuano.
  - Xandão, ex-futebolista brasileiro.
- 1989 — Evan Bates, patinador artístico norte-americano.
- 1990
  - Jan Tratnik, ciclista esloveno.
  - Pedro Gallese, futebolista peruano.
- 1991 — Kévin Rimane, futebolista francês.
- 1992
  - Casemiro, futebolista brasileiro.
  - Kyriakos Papadopoulos, futebolista grego.
  - Samara Weaving, atriz e modelo australiana.
  - Nikoloz Basilashvili, tenista georgiano.
- 1993 — Diego Rico, futebolista espanhol.
- 1994
  - Dakota Fanning, atriz estadunidense.
  - Lucas Pouille, tenista francês.
  - Pirapat Watthanasetsiri, ator e cantor tailandês.
- 1995
  - Andrew Wiggins, jogador de basquete canadense.
  - SYRO, cantor, compositor e baterista português.
- 1996
  - Lucio Compagnucci, futebolista argentino.
  - D'Angelo Russell, jogador de basquete norte-americano.
- 1997
  - Jamal Murray, jogador de basquete canadense.
  - Érick Aguirre, futebolista mexicano.
  - Benjamin Henrichs, futebolista alemão.
- 1999 — Lívian Aragão, atriz brasileira.
- 2000 — Femke Bol, velocista neerlandesa.

### Século XXI
- 2001 — Raúl García Pierna, ciclista espanhol.
- 2002 — Emilia Jones, atriz britânica.

## Mortes

### Anteriores ao século XIX
- 0715 — Ualide I, califa omíada (n. 668).
- 0943 — Herberto II de Vermandois (n. 884).
- 1011 — Willigis, arcebispo alemão (n. 940).
- 1270 — Isabel da França (n. 1225).
- 1447
  - Humberto de Lencastre, Duque de Gloucester (n. 1390).
  - Papa Eugênio IV (n. 1383).
- 1484 — Iolanda da Lorena, duquesa de Lorena e Bar (n. 1428).
- 1526 — Diogo Colombo, vice-rei espanhol das Índias (n. 1479).
- 1554 — Henrique Grey, 1.º Duque de Suffolk, político inglês, lorde-tenente de Leicestershire (n. 1515).
- 1603 — Andrea Cesalpino, filósofo, médico e botânico italiano (n. 1519).
- 1669 — Lieuwe van Aitzema, historiador e diplomata neerlandês (n. 1600).
- 1704 — Georg Muffat, organista e compositor francês (n. 1653).
- 1766 — Estanislau I Leszczyński da Polônia (n. 1677).
- 1792 — Joshua Reynolds, pintor e acadêmico britânico (n. 1723).

### Século XIX
- 1815 — Jonathan Hornblower, inventor e engenheiro inglês (n. 1753).
- 1821 — John Keats, poeta britânico (n. 1795).
- 1848 — John Quincy Adams, político americano (n. 1767).
- 1850 — William Allan, pintor britânico (n. 1782).
- 1851 — Joanna Baillie, dramaturga e poetisa britânica (n. 1762).
- 1855 — Carl Friedrich Gauss, matemático, astrônomo e físico alemão (n. 1777).
- 1879 — Albrecht von Roon, militar e político prussiano (n. 1803).
- 1900 — Ernest Dowson, poeta, romancista e contista britânico (n. 1867).

### Século XX
- 1918 — Adolfo Frederico VI de Meclemburgo-Strelitz (n. 1882).
- 1930 — Horst Wessel, oficial alemão (n. 1907).
- 1931 — Nellie Melba, soprano e atriz australiana (n. 1861).
- 1934 — Edward Elgar, compositor e acadêmico britânico (n. 1857).
- 1942 — Stefan Zweig, escritor austríaco (n. 1881).
- 1944 — Leo Baekeland, químico e engenheiro belga-americano (n. 1863).
- 1945 — Aleksej Nikolaevič Tolstoj, escritor russo (n. 1883).
- 1946 — Tomoyuki Yamashita, general japonês (n. 1885).
- 1955 — Paul Claudel, poeta e dramaturgo francês (n. 1868).
- 1965 — Stan Laurel, ator e comediante britânico (n. 1890).
- 1968
  - Mário de Miranda Vilas-Boas, bispo brasileiro (n. 1903).
  - Fannie Hurst, escritora estado-unidense (n. 1889).
- 1969 — Saud bin Abdulaziz Al Saud, 2.º Rei da Arábia Saudita (n. 1902).
- 1973 — Dickinson Richards, médico e fisiologista americano, ganhador do Prêmio Nobel (n. 1895).
- 1976 — Laurence Stephen Lowry, pintor britânico (n. 1887).
- 1987 — Zeca Afonso, músico português (n. 1929).
- 1990 — José Napoleón Duarte, engenheiro e político salvadorenho (n. 1925).
- 2000
  - Ofra Haza, cantora, compositora e atriz israelense (n. 1957).
  - Stanley Matthews, futebolista e técnico britânico (n. 1915).

### Século XXI
- 2001 — Sergio Mantovani, automobilista italiano (n. 1929).
- 2003
  - Howie Epstein, baixista, compositor e produtor americano (n. 1955).
  - Robert Merton, sociólogo e acadêmico americano (n. 1910).
  - Christopher Hill, historiador norte-americano (n. 1912).
- 2004 — Carl Anderson, ator e cantor estadunidense (n. 1945).
- 2006 — Telmo Zarra, futebolista espanhol (n. 1921).
- 2007
  - Pascal Yoadimnadji, político chadiano (n. 1950).
  - Heinz Berggruen, galerista e jornalista alemão (n. 1914).
  - Nauro Esteves, arquiteto brasileiro (n. 1923).
- 2008
  - Gentil Ferreira Viana, militar angolano (n. 1935).
  - Janez Drnovšek, economista e político esloveno (n. 1950).
  - Joaquim Pinto de Andrade, político angolano (n. 1926).
  - Paul Frère, automobilista e jornalista belga (n. 1917).
- 2010 — Orlando Zapata, ativista político cubano (n. 1967).
- 2011 — Shri Mataji Nirmala Devi, líder religiosa indiana, fundou a Sahaja Yoga (n. 1923).
- 2013 — Julien Ries, cardeal belga (n. 1920).
- 2014 — Alice Herz-Sommer, sobrevivente do Holocausto, pianista e educadora tcheco-britânica (n. 1903).
- 2016 — Peter Lustig, apresentador de televisão e escritor alemão (n. 1937).
- 2019 — Katherine Helmond, atriz americana (n. 1929).
- 2021
  - Ahmed Yamani, político saudita (n. 1930).
  - Fausto Gresini, motociclista italiano (n. 1961).
- 2022 — Paulinha Abelha, cantora brasileira (n. 1978).
- 2024 — Wilson Fittipaldi Júnior, ex-piloto brasileiro de Fórmula 1 (n. 1943).

## Feriados e eventos cíclicos
- Dia Mundial do Rotariano
- Dia da Paz e da Compreensão Mundial
- Dia da Sedução

### Internacional
- Dia da Defesa - Rússia

### Brasil
- Dia Nacional da Pessoa Surda-Muda
- Dia Nacional do Rotary
- Aniversário do município de Campo Largo, no Paraná.

### Cristianismo
- Finiano
- Policarpo de Esmirna

## Outros calendários
- No calendário romano era o 7º dia (VII) antes das calendas de março.
- No antigo calendário romano celebrava-se neste dia a festa conhecida com o nome Terminalia, dedicada ao deus Terminus, protector das fronteiras e de todos os marcos que assinalam limites, e que recordava a marcação dos primeiros limites da cidade de Roma no tempo de Numa Pompílio.
- No calendário romano anterior à reforma de Júlio César este dia marcou também o fim do ano lunar. Quando o Pontífice máximo determinava que era necessário introduzir um mês intercalar era depois deste dia que se introduzia o mês intercalar também referido como Mercedónio.
- No calendário litúrgico tem a letra dominical E para o dia da semana.
- No calendário gregoriano a epacta do dia é vi.